# Nor-Am Cup w biegach narciarskich 2022/2023
Nor-Am Cup w biegach narciarskich 2022/2023 to kolejna edycja tego cyklu zawodów. Rywalizacja rozpoczęła się 30 listopada 2022 r. w kanadyjskim Sovereign Lake Nordic Centre, a zakończyła się 21 stycznia 2023 r. w Prince George, również w Kanadzie.
W poprzednim sezonie tego cyklu najlepszą wśród kobiet była Kanadyjka Katherine Stewart-Jones, a wśród mężczyzn najlepszy okazał się jej rodak Antoine Cyr.

## Kalendarz i wyniki

### Kobiety
| Lp. | Data              | Miejscowość                  | Dystans                            | 1. miejsce        | 2. miejsce          | 3. miejsce               |
| --- | ----------------- | ---------------------------- | ---------------------------------- | ----------------- | ------------------- | ------------------------ |
| 1.  | 30 listopada 2022 | Sovereign Lake Nordic Centre | Sprint s. klasycznym (1,3 km)      | Hailey Swirbul    | Sydney Palmer-Leger | Anna-Maria Dietze        |
| 2.  | 1 grudnia 2022    | Sovereign Lake Nordic Centre | 10 km s. dowolnym (start masowy)   | Anna-Maria Dietze | Sydney Palmer-Leger | Karianne Olsvik Dengerud |
| 3.  | 3 grudnia 2022    | Sovereign Lake Nordic Centre | Sprint s. dowolnym (1,2 km)        | Hailey Swirbul    | Sarah Goble         | Weronika Kaleta          |
| 4.  | 4 grudnia 2022    | Sovereign Lake Nordic Centre | 10 km s. klasycznym                | Hailey Swirbul    | Hanna Abrahamsson   | Sydney Palmer-Leger      |
| 5.  | 18 stycznia 2023  | Prince George                | Sprint s. klasycznym (1,4 km)      | Izabela Marcisz   | Monika Skinder      | Dahria Beatty            |
| 6.  | 19 stycznia 2023  | Prince George                | 20 km s. klasycznym (start masowy) | Jasmine Lyons     | Liliane Gagnon      | Olivia Bouffard-Nesbitt  |
| 7.  | 21 stycznia 2023  | Prince George                | 10 km s. dowolnym                  | Izabela Marcisz   | Keidy Kaasiku       | Jasmine Lyons            |

### Mężczyźni
| Lp. | Data              | Miejscowość                  | Dystans                            | 1. miejsce       | 2. miejsce           | 3. miejsce           |
| --- | ----------------- | ---------------------------- | ---------------------------------- | ---------------- | -------------------- | -------------------- |
| 1.  | 30 listopada 2022 | Sovereign Lake Nordic Centre | Sprint s. klasycznym (1,3 km)      | Magnus Bøe       | Zanden McMullen      | Xavier McKeever      |
| 2.  | 1 grudnia 2022    | Sovereign Lake Nordic Centre | 10 km s. dowolnym (start masowy)   | Tom Mancini      | John Steel Hagenbuch | Russell Kennedy      |
| 3.  | 3 grudnia 2022    | Sovereign Lake Nordic Centre | Sprint s. dowolnym (1,2 km)        | Andreas Kirkeng  | John Steel Hagenbuch | Julien Locke         |
| 4.  | 4 grudnia 2022    | Sovereign Lake Nordic Centre | 10 km s. klasycznym                | Andreas Kirkeng  | Finn O'Connell       | John Steel Hagenbuch |
| 5.  | 18 stycznia 2023  | Prince George                | Sprint s. klasycznym (1,4 km)      | Julian Smith     | Xavier McKeever      | Julien Locke         |
| 6.  | 19 stycznia 2023  | Prince George                | 20 km s. klasycznym (start masowy) | Olivier Léveillé | Russell Kennedy      | Léo Grandbois        |
| 7.  | 21 stycznia 2023  | Prince George                | 10 km s. dowolnym                  | Russell Kennedy  | Max Hollmann         | Sasha Masson         |